# Stato fascista
Lo Stato fascista è una forma di Stato sorta nella prima metà XX secolo, caratterizzata dall'ideologia fascista e contraddistinta da autoritarismo, nazionalismo e corporativismo.

## Caratteri
Si caratterizza per ribaltare la concezione dello Stato liberale (affermatasi con la Rivoluzione francese e proseguita, dopo la seconda guerra mondiale, nella democrazia pluralista): i gruppi sociali e i loro molteplici interessi (politici, religiosi, culturali) non si considerano più indipendenti e preesistenti rispetto allo Stato, ma ne sono assorbiti (totalitarismo); secondo la definizione di Gentile, «per il fascista tutto è nello Stato e nulla [...] ha valore fuori dallo Stato». Nello statuto del PNF del 1932 il partito stesso viene definito una milizia al servizio dello Stato fascista.
Ciò si traduce nell'ulteriore ribaltamento di un principio generale liberaldemocratico: nello Stato liberale, la sfera di libertà del privato è il lecito (tutto ciò che non è espressamente vietato), laddove nello Stato fascista è il legittimo (tutto ciò che è espressamente permesso). Poiché tutto è nello Stato, esistono un'ideologia di Stato e una morale di Stato. Lo Stato fascista tende ad affermare anche una mistica di Stato; in Italia tuttavia, nonostante i Patti lateranensi, incontra un ostacolo nella rivendicazione di indipendenza della Chiesa cattolica.
Nella stessa logica, famiglie, associazioni, sindacato, partito appartengono allo Stato come sue articolazioni; il partito è unico, e l'adesione al medesimo sostanzialmente obbligatoria; l'informazione è sotto il controllo dello Stato; le stesse attività culturali e ricreative appartengono allo Stato. In ambito lavoristico, lo Stato fascista transita dall'esperienza del sindacato unico a quella corporativa; l'economia è l'unico settore non del tutto statalizzato, dal momento che la proprietà privata resta garantita, ma il mondo del lavoro e delle imprese è completamente regolamentato dai sindacati e dalle corporazioni.

## Esiti storici
L'esperienza dello Stato fascista in senso stretto non è sopravvissuta alla seconda guerra mondiale.
Altro è l'uso politico del termine fascismo per designare le dittature militari e altri regimi, coevi o posteriori. Le innumerevoli e inconciliabili interpretazioni del fascismo hanno dilatato enormemente il concetto, al punto che si è parlato di «fascismo» in relazione a esperienze politiche spesso incomparabili, sia tra loro, sia con il fascismo storico: l'Argentina di Perón, la Grecia dei colonnelli, la Quinta Repubblica di De Gaulle, gli Stati Uniti sotto la presidenza Nixon, i regimi socialisti, l'Iraq di Saddam Hussein.